# Tajmyrskij Dołgano-Nienieckij rajon
Tajmyrskij Dołgano-Nienieckij rajon (ros. Таймырский Долгано-Ненецкий муниципальный район) – rejon administracyjny i komunalny Kraju Krasnojarskiego w Rosji. Centrum administracyjnym rejonu jest miasto Dudinka, którego ludność stanowi 64,5% populacji rejonu. Rejon powstał 1 stycznia 2007 roku po przekształceniu Tajmyrskiego (Dołgańsko-Nienieckiego) Okręgu Autonomicznego ustanowionego 10 kwietnia 1930 roku.

## Położenie

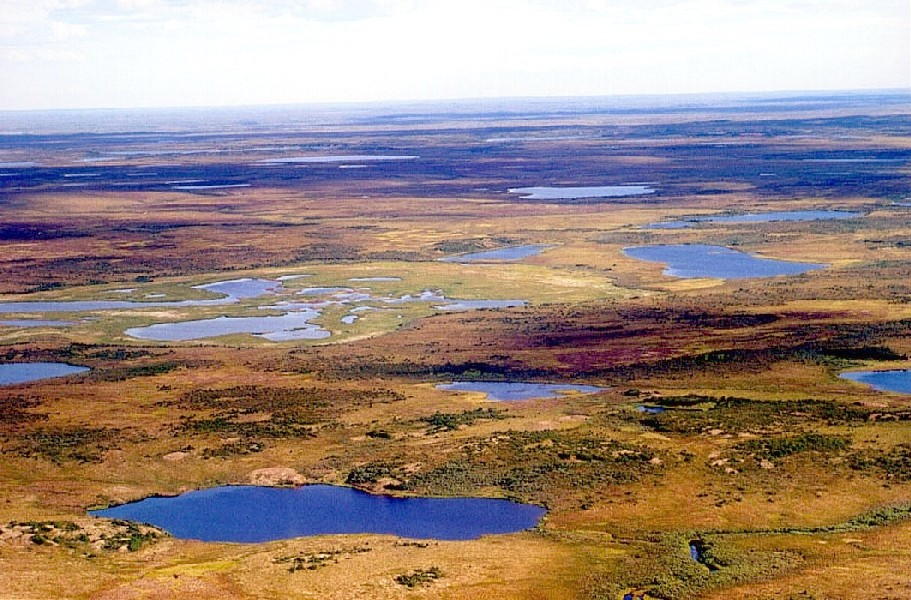
Krajobraz Tajmyru

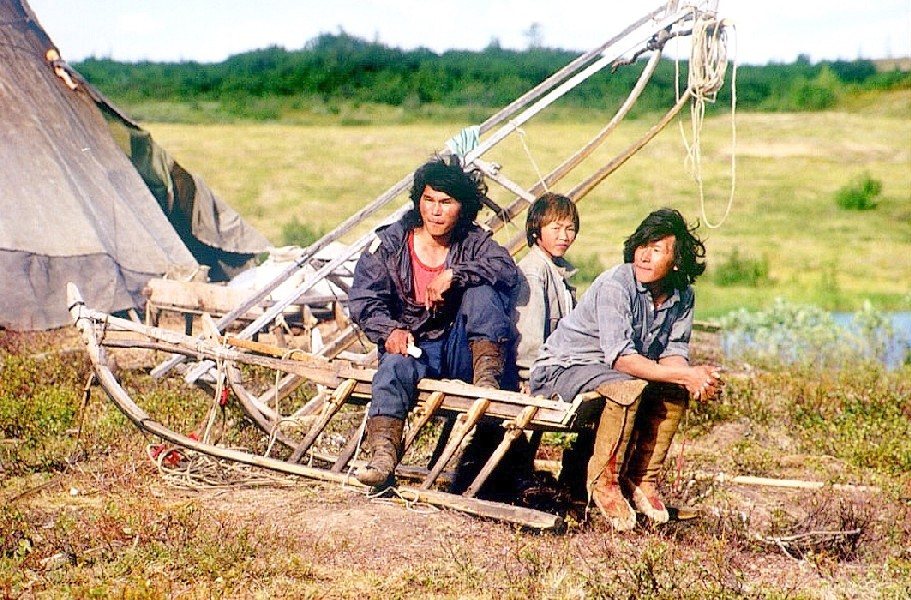
Nieńcy – ludność autochtoniczna Tajmyru

Rejon ten z powierzchnią 887 700 km² jest największym rejonem Kraju Krasnojarskiego. Położony jest w północnej części kraju, granicząc na wschodzie z Jakucją, na południu z rejonami: ewenkijskim, turuchańskim oraz miastem Norylsk, a na zachodzie z Jamalsko-Nienieckim Okręgiem Autonomicznym.
Całość rejonu znajduje się za kołem podbiegunowym północnym i jest pokryta tundrą. Obszar ten położony jest nad Morzem Karskim, Morzem Łaptiewów, a najdalej wysunięte na północ wyspy wchodzące w jego skład leżą bezpośrednio nad Oceanem Arktycznym. Południowa część rejonu leży na Wyżynie Środkowosyberyjskiej, część środkowa na Nizinie Północnosyberyjskiej, a północna na Półwyspie Tajmyr, obejmującym Góry Byrranga. Na zachodzie obejmuje również część Półwyspu Gydańskiego. W skład rejonu wchodzą również wyspy archipelagu Ziemi Północnej.
Na terenie rejonu znajdują się delty dwóch dużych rzek: Jeniseju i Chatangi. Największym jeziorem jest zaś Tajmyr.
Znajdują się tu też rezerwaty: Wielki Rezerwat Arktyczny, Rezerwat Putorański i Tajmyrski Rezerwat Biosfery.

## Ludność
Rejon ten liczył w 2010 roku 34 431 mieszkańców, a w 2011 zaludnienie spadło do 34 352 osób. 
W 2002 roku rejon ten (ówczesny okręg autonomiczny) zamieszkiwały następujące narodowości: 
- Rosjanie (58,6%)
- Dołganie (13,9%) – ludność autochtoniczna
- Nieńcy (7,7%) – ludność autochtoniczna
- Eńcy (0,5%) – ludność autochtoniczna
- Nganasanie (1,9%) – ludność autochtoniczna
- Ewenkowie (0,8%) – ludność autochtoniczna
- Ukraińcy (6,1%)
- oraz nieautochtoniczni i w ilości poniżej 2%: Niemcy nadwołżańscy, Tatarzy, Białorusini i Azerowie

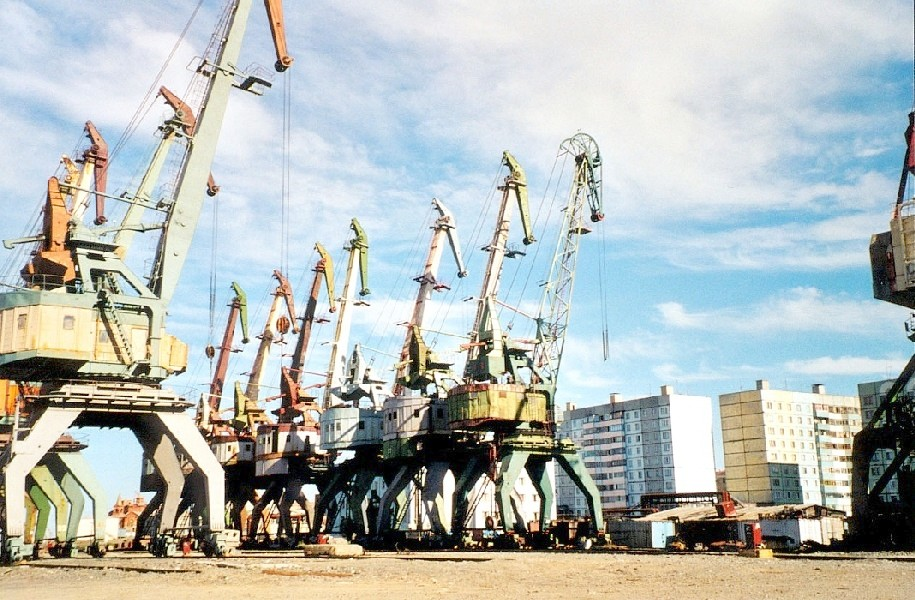
Port w Dudince – stolicy rejonu

## Podział administracyjny
Administracyjnie rejon dzieli się na jedno miasto: Dudinka, jedno robotnicze osiedle typu miejskiego: Dikson oraz 2 sielsowiety: Karauł i Chatanga.